# Carrie (phim 1976)
Carrie là một bộ phim kinh dị siêu nhiên của Mỹ năm 1976 của đạo diễn Brian De Palma. Tác phẩm dựa trên tiểu thuyết cùng tên của Stephen King năm 1974. Phim có sự tham gia của Sissy Spacek trong vai Carrie White, một cô gái 16 tuổi nhút nhát, thường xuyên bị chế giễu và bắt nạt ở trường. Phim còn có sự tham gia của Piper Laurie, Amy Irving, Nancy Allen, William Katt, P. J. Soles, Betty Buckley và John Travolta trong các vai phụ. Đây là bộ phim đầu tiên trong loạt phim Carrie.
Bộ phim dựa trên cuốn tiểu thuyết được xuất bản đầu tiên của King. De Palma bị hấp dẫn bởi câu chuyện và thúc đẩy hãng phim làm đạo diễn trong khi Spacek được chồng khuyến khích thử vai. Đây là tác phẩm đầu tiên trong số hơn 100 tác phẩm điện ảnh và truyền hình được chuyển thể từ hoặc dựa trên các tác phẩm đã xuất bản của King.
Được phát hành rạp vào ngày 3 tháng 11 năm 1976, bởi United Artists, Carrie đã trở nên thành công về mặt thương mại và phê bình, thu về hơn 33,8 triệu đô la so với kinh phí 1,8 triệu đô la. Phim đã nhận được hai đề cử tại Lễ trao giải Oscar lần thứ 49: Nữ diễn viên chính xuất sắc nhất (cho Spacek) và Nữ diễn viên phụ xuất sắc nhất (cho Laurie). Các nhà phê bình và khán giả đều coi đây là bộ phim chuyển thể tiểu thuyết hay nhất trong số rất nhiều bộ phim và chương trình truyền hình dựa trên nhân vật này, cũng như là một trong những bộ phim hay nhất dựa trên các ấn phẩm của King.
Bộ phim đã ảnh hưởng đáng kể đến văn hóa đại chúng, với một số ấn phẩm đánh giá nó là một trong những bộ phim kinh dị hay nhất từng được thực hiện. Năm 2008, Carrie được xếp hạng thứ 86 trong danh sách 500 phim hay nhất mọi thời đại của Empire. Phim được xếp hạng 15 trong danh sách 50 Phim cấp ba hay nhất của Entertainment Weekly và thứ 46 trong Danh sách 100 phim giật gân của Viện phim Mỹ. Cảnh vũ hội của bộ phim đã có ảnh hưởng lớn đến văn hóa đại chúng và được xếp hạng thứ tám trong chương trình năm 2004 trên kênh Bravo là 100 khoảnh khắc đáng sợ nhất trong phim.

## Nội dung
Carrie White, một cô gái nhút nhát 16 tuổi, sống với người mẹ cuồng tín và không ổn định của mình, Margaret, không được yêu mến ở trường và thường bị bạn bè bắt nạt. Khi Carrie trải qua kỳ kinh nguyệt đầu tiên trong phòng tắm ở trường, cô ấy hoảng sợ, chưa bao giờ được kể về quá trình này. Các bạn cùng lớp của Carrie ném băng vệ sinh vào người cô ấy trong khi hô "Cắm nó đi!" cho đến khi giáo viên thể dục, cô Collins, can thiệp. Sau cuộc trò chuyện với cô Collins và hiệu trưởng, Carrie được cho nghỉ học trong ngày. Sau khi về đến nhà, Margaret nói với Carrie rằng kinh nguyệt của cô là do tội lỗi, và bà nhốt Carrie trong một "tủ cầu nguyện" giống như bàn thờ để cầu mong được tha thứ. Tại trường, Collins khiển trách những kẻ hành hạ Carrie, phạt họ bằng cách giam giữ kéo dài một tuần trong giờ học thể dục. Cô ấy đe dọa rằng những người bỏ qua biện pháp trừng phạt sẽ bị đình chỉ trong ba ngày và bị cấm tham gia vũ hội sắp tới. Tuy nhiên, kẻ bắt nạt lâu năm giàu có và nổi tiếng của Carrie, Christine "Chris" Hargensen, bước ra ngoài và bị loại khỏi vũ hội.
Lập kế hoạch trả thù Carrie, Chris và bạn trai Billy Nolan đột nhập vào một trang trại và giết những con lợn để rút hết máu của chúng vào một cái xô, mà họ đặt phía trên sân khấu của trường trong nhà thi đấu. Norma, bạn thân nhất của Chris và là một nhân vật nổi bật trong chế độ hội học sinh của trường, lên kế hoạch tổ chức cuộc bầu cử Nữ hoàng vũ hội để có lợi cho Carrie để đưa cô ấy lên sân khấu. Trong khi đó, Sue Snell, một người bạn cùng lớp vô cùng hối hận, yêu cầu người bạn trai đẹp trai và nổi tiếng của cô, Tommy Ross, mời Carrie đến buổi dạ hội. Carrie tin rằng đề xuất này là một trò đùa, nhưng anh khẳng định rằng đó là sự thật và cô miễn cưỡng chấp nhận sau khi cô Collins an ủi cô. Ở nhà, cô ấy bắt đầu phát hiện ra rằng cô ấy có khả năng psychokinesis khi cô ấy rũ bỏ sự nhút nhát của mình. Bất chấp sự phản đối của Margaret, Carrie mặc một chiếc váy và kiểu tóc bồng bềnh cho buổi dạ hội. Margaret nhìn thấy sức mạnh từ xa của Carrie và tố cáo cô là phù thủy trước khi Carrie rời đi với Tommy.
Trong buổi vũ hội, Chris và Billy trốn dưới sân khấu trong khi những kẻ âm mưu khác chuyển các lá phiếu để đảm bảo rằng Carrie giành được danh hiệu Nữ hoàng vũ hội. Khi Carrie đứng trên sân khấu với Tommy, cuối cùng bắt đầu cảm thấy được đồng nghiệp của mình chấp nhận, Sue nhận ra kế hoạch của Chris và Billy, và bắt đầu can thiệp. Cô Collins phát hiện ra Sue và nghĩ rằng cô ấy không ổn, ném cô ấy ra khỏi buổi dạ hội. Chris và Billy kéo sợi dây gắn vào xô máu lợn, khiến Carrie chết mê chết mệt; sau đó họ lẻn ra khỏi trường. Cái thùng rỗng đập vào đầu Tommy đang phẫn nộ, và anh ta gục xuống. Đám đông bị sốc và không nói nên lời trước trò chơi khăm, nhưng Carrie ảo tưởng rằng mọi người, ngay cả cô Collins, đang chế giễu cô và trong một cơn bùng phát đột ngột, đã bịt kín các lối ra và điều khiển vòi cứu hỏa, điều này làm bị thương một số người tham gia tiệc tùng cố gắng trốn thoát và làm phát sáng đèn trên cao. Cô Collins bị đè bẹp bởi một tấm ván sau bóng rổ rơi xuống và hiệu trưởng và giáo viên của Carrie bị điện giật, khiến phòng tập thể dục bốc cháy. Carrie ra khỏi phòng tập thể dục và bịt kín các cánh cửa sau lưng, bẫy nhân viên và các bạn cùng lớp. Khi Carrie đi bộ về nhà, Chris và Billy cố gắng chạy xe của Billy qua cô nhưng Carrie khiến xe của họ bị lật và phát nổ, giết chết họ.
Sau khi Carrie tự tắm ở nhà, Margaret tiết lộ rằng Carrie đã thụ thai khi chồng cô say rượu, một hành động mà Margaret xấu hổ thừa nhận rằng cô rất thích. Cô an ủi Carrie, sau đó đâm cô vào lưng bằng một con dao làm bếp và bắt đầu đuổi theo cô trong nhà. Carrie phóng một số dụng cụ sắc nhọn và đưa chúng bay về phía Margaret, đóng đinh cô ấy; sau đó, cô phá hủy ngôi nhà và bỏ mạng.
Một thời gian sau, Sue, người duy nhất sống sót sau buổi dạ hội, gặp phải một cơn ác mộng khi cô ấy đi đặt hoa trên tàn tích còn lại của nhà Carrie, trên đó có một tấm biển "Rao bán" bị phá hoại bằng sơn đen với dòng chữ: "Carrie White bùng cháy dưới Địa ngục! ". Đột nhiên, cánh tay đẫm máu của Carrie vươn từ bên dưới đống đổ nát và nắm lấy cẳng tay của Sue. Sue thức dậy la hét và quằn quại vì sợ hãi khi mẹ cô cố gắng an ủi cô.

## Diễn viên
- Sissy Spacek trong vai Carrie White
- Piper Laurie trong vai Margaret White
- Amy Irving trong vai Sue Snell
- William Katt trong vai Tommy Ross
- John Travolta trong vai Billy Nolan
- Nancy Allen trong vai Chris Hargensen
- Betty Buckley trong vai Miss Collins
- P. J. Soles trong vai Norma Watson
- Priscilla Pointer trong vai Eleanor Snell
- Sydney Lassick trong vai Mr. Fromm
- Stefan Gierasch trong vai Principal Morton
- Michael Talbott trong vai Freddy
- Doug Cox trong vai The Beak
- Harry Gold trong vai George
- Noelle North trong vai Frieda
- Cindy Daly trong vai Cora
- Deirdre Berthrong trong vai Rhonda
- Anson Downes trong vai Ernest
- Rory Stevens trong vai Kenny
- Edie McClurg trong vai Helen Shyres
- Cameron De Palma as Boy on Bicycle

## Sản xuất

### Phát triển
Carrie là cuốn tiểu thuyết đầu tiên của Stephen King được xuất bản và là cuốn đầu tiên được chuyển thể thành phim truyện. Trong một cuộc phỏng vấn vào năm 2010, King cho biết lúc đó anh mới 26 tuổi và chỉ được trả 2.500 đô la cho bản quyền phim, nhưng nói thêm, "Tôi thật may mắn khi điều đó xảy ra với cuốn sách đầu tiên của tôi." De Palma nói với Cinefantastique trong một cuộc phỏng vấn vào năm 1977:
Tôi đọc sách. Nó được gợi ý cho tôi bởi một người bạn nhà văn của tôi. Một nhà văn bạn của ông, Stephen King, đã viết nó. Tôi đoán đây là gần hai năm trước [khoảng năm 1975]. Tôi rất thích nó và tiến hành gọi cho đại lý của mình để tìm xem ai là người sở hữu nó. Tôi phát hiện ra rằng chưa có ai mua nó. Rất nhiều hãng phim đang xem xét nó, vì vậy tôi đã gọi điện cho một số người tôi biết và nói rằng đây là một cuốn sách tuyệt vời và tôi rất muốn làm nó. Sau đó, không có gì xảy ra, tôi đoán, sáu tháng.

Lawrence D. Cohen được thuê làm tác giả kịch bản và sản xuất bản thảo đầu tiên bám sát ý định của cuốn tiểu thuyết. United Artists đã chấp nhận bản thảo thứ hai nhưng chỉ phân bổ cho De Palma ngân sách 1,6 triệu đô la, một số tiền nhỏ so với mức độ phổ biến của dòng phim kinh dị vào thời điểm đó. Ngân sách cuối cùng đã tăng lên 1,8 triệu đô la. Một số cảnh theo kịch bản đã bị lược bỏ trong phiên bản cuối cùng, chủ yếu là do hạn chế về tài chính.

### Tuyển diễn viên
Nhiều nữ diễn viên trẻ đã thử vai chính, trong đó có Melanie Griffith. Sissy Spacek đã được thuyết phục bởi chồng Jack Fisk để thử vai cho vai chính. Fisk sau đó thuyết phục De Palma để cô thử vai, và cô đã đọc tất cả các phần. Sự lựa chọn đầu tiên của De Palma cho vai Carrie là Betsy Slade, người đã nhận được nhiều sự chú ý nhờ vai diễn trong bộ phim Our Time (1974). Quyết tâm giành được vai chính, Spacek đã rút lui khỏi một quảng cáo truyền hình mà cô dự kiến sẽ đóng phim, thoa vaseline vào tóc, để mặt mộc và đến để thử màn hình với bộ váy thủy thủ mà mẹ cô đã làm cho cô vào năm lớp bảy, với phần viền bị cắt ra, và được trao một phần.
Nancy Allen là người cuối cùng thử vai, và buổi thử vai của cô đến đúng lúc cô sắp rời Hollywood. Cô và De Palma sau đó kết hôn vào năm 1979, nhưng họ ly hôn vào năm 1984.

## Phát hành
Phim khởi chiếu ngày 3 tháng 11 năm 1976 tại 17 rạp ở khu vực Washington DC-Baltimore. Hai ngày sau, phim được khởi chiếu tại 9 rạp ở Chicago, sau đó được khởi chiếu tại 53 rạp ở Thành phố New York vào ngày 16 tháng 11 và ở Los Angeles vào ngày 17 tháng 11.